# 夢から醒めた天使
「夢から醒めた天使」（ゆめからさめたてんし）は、河合その子の8枚目のシングル。1987年10月21日発売。発売元はCBS/SONY。品番はEP: 07SH-1990。

## 背景
2曲共にオリジナル・アルバム未収録であり、表題曲である「夢から醒めた天使」は、1990年にリリースされたベスト・アルバム『sonnet』に、カップリング曲の「明日への手紙」は、2002年にリリースされたベスト・アルバム『GOLDEN☆BEST 河合その子』にそれぞれ収録された。

## 制作
1985年のソロ歌手デビュー以来、すべての曲の作曲・編曲を担当していた（自作曲除く）後藤次利から離れ、新たな作家陣で作られた楽曲で、それまでのフレンチ・ポップス路線から方向転換し、無国籍な雰囲気の作品となった。

## 収録曲
- 全作詞: 小林和子、作曲・編曲: 和泉一弥

1. 夢から醒めた天使（4:17）
2. 明日への手紙（4:08）

## 収録アルバム
夢から醒めた天使
- 『sonnet』
- 『河合その子 ベスト・コレクション』
- 『GOLDEN☆BEST 河合その子』

明日への手紙
- 『GOLDEN☆BEST 河合その子』